# United States Women’s Chess Championship
Die United States Women’s Chess Championship ist die Meisterschaft um den Titel der Landesmeisterin der Vereinigten Staaten im Schach. Sie ist das nur für Frauen offene Pendant der United States Chess Championship.
Seit 1990 wird die Meisterschaft jährlich ausgetragen.

## Meisterschaften
- 1937: Adele Rivero
- 1938: Mona May Karff
- 1940: Adele Rivero
- 1941: Mona May Karff
- 1942: Mona May Karff
- 1944: Gisela Kahn Gresser
- 1946: Mona May Karff
- 1948: Gisela Kahn Gresser, Mona May Karff
- 1951: Mary Bain
- 1953: Mona May Karff
- 1955: Gisela Kahn Gresser, Nancy Roos
- 1957: Gisela Kahn Gresser, Sonja Graf
- 1959: Lisa Lane
- 1962: Gisela Kahn Gresser
- 1964: Sonja Graf
- 1965: Gisela Kahn Gresser
- 1966: Gisela Kahn Gresser, Lisa Lane
- 1967: Gisela Kahn Gresser
- 1969: Gisela Kahn Gresser
- 1972: Eva Aronson, Marilyn Koput
- 1974: Mona May Karff
- 1975: Diane Savereide
- 1976: Diane Savereide
- 1978: Diane Savereide, Rachel Crotto
- 1981: Diane Savereide
- 1984: Diane Savereide
- 1986: Irina Izrailov
- 1987: Anna Akhsharumova
- 1988: Alexey Root
- 1990: Elena Donaldson
- 1991: Esther Epstein, Irina Levitina
- 1992: Irina Levitina
- 1993: Elena Donaldson, Irina Levitina
- 1994: Elena Donaldson
- 1995: Anjelina Belakovskaia, Sharon Burtman
- 1996: Anjelina Belakovskaia
- 1997: Esther Epstein
- 1998: Irina Krush
- 1999: Anjelina Belakovskaia
- 2000: Elina Groberman, Camilla Baginskaite
- 2001/2002: Jennifer Shahade
- 2003: Anna Hahn
- 2004: Jennifer Shahade
- 2005: Rusudan Goletiani
- 2006: Anna Zatonskih
- 2007: Irina Krush
- 2008: Anna Zatonskih
- 2009: Anna Zatonskih
- 2010: Irina Krush
- 2011: Anna Zatonskih
- 2012: Irina Krush
- 2013: Irina Krush
- 2014: Irina Krush
- 2015: Irina Krush
- 2016: Nazi Paikidze
- 2017: Sabina-Francesca Foișor
- 2018: Nazi Paikidze
- 2019: Jennifer Yu
- 2020: Irina Krush
- 2021: Carissa Yip
- 2022: Jennifer Yu
- 2023: Carissa Yip
- 2024: Carissa Yip